# Łubie Dolne
Łubie Dolne – część wsi Łubie w gminie Zbrosławice, w powiecie tarnogórskim, w województwie śląskim, w Polsce.
W latach 1975–1998 Łubie Dolne należało administracyjnie do województwa katowickiego.